# Малинов Яр (приток Плотвы)
Малинов Яр — река и овраг в России, протекает по Волоконовскому району Белгородской области. Правый приток реки Плотва.

## География
Река Малинов Яр берёт начало у села Грушевка. Течёт на юго-запад по открытой местности. Устье реки находится напротив хутора Плотвянка в 7 км от устья реки Плотвы. Длина реки составляет 12 км, площадь водосборного бассейна — 41 км².

## Данные водного реестра
По данным государственного водного реестра России относится к Донскому бассейновому округу, водохозяйственный участок реки — Северский Донец от истока до границы РФ с Украиной без бассейнов рек Оскол и Айдар, речной подбассейн реки — Северский Донец (российская часть бассейна). Речной бассейн реки — Дон (российская часть бассейна).
Код объекта в государственном водном реестре — 05010400112107000010924.